# Eukoenenia draco
Eukoenenia draco es una especie  de arácnido palpígrado de la familia Eukoeneniidae.

## Distribución geográfica
Es endémica de Mallorca (España).